# Gazélec Football Club Ajaccio
El Gazélec Football Club Ajaccio fue un club de fútbol francés de la ciudad de Ajaccio. Fue fundado en 1910 y jugaba en el Championnat National 2. A lo largo de la historia siempre anduvo por categorías inferiores. En el año 2015 consigue por primera vez en su historia el ascenso a la Ligue 1. 
Tras declararse en bancarrota el club fue disuelto a inicios del 2023 y refundado a mitad del mismo año, compitiendo en la Régional 2  de Corsica, septima division del futbol francés, obteniendo el ascenso en su primer temporada.

## Palmarés
- Campeonato de Francia Amateur: 4

1963, 1965, 1966, 1968.
- Campeonato de Córcega: 5

1937, 1938, 1956, 1957, 1961.
- CFA: 2

2003, 2011.

## Rivalidades
Sus máximos rivales son los otros clubes de Córcega: AC Ajaccio, SC Bastia, CA Bastia y ÉF Bastia.

## Jugadores

### Jugadores destacados
| - Carlos Kaiser - Issimaïla Lyad - Sylvain Komenan - Ange Lorougnon - Christophe Bastien - André Barette - Frédéric Danjou - David Jaureguiberry - Dimitri Lesueur - Christian Martin - Nicolas Martinetti - Stéphane Mathieu - Vincent Mattei | - Romain Taddei - Jean-Toussaint Moretti - Catilina Aubameyang - Saïdou Sakandé - Christophe Ettori - Houssine Kharja - Mohamed Adili - Nathaël Daudé - Gael Regades Rivera - Philippe Gigon - Adrián Gustavo Mendoza - Nabil Khazri - Uzgur Ozturk |

## Entrenadores
| - 1960–1961: Fernand Berthon - 1961–1971: Pierre Cahuzac - 1971–1976: Guy Calléja - 1976–1978: Jean Luciano - 1978–1979: Jacques Berthommier - 1979–1980: Paul Orsatti - 1980–1988: Guy Calléja - 1988–1989: Baptiste Gentili | - 1989–1990: Guy Calléja - 1990–1991: Jean-Michel Cavalli - 1991–1994: Pierre Garcia - 1994: Marcel Husson - 1995: Philippe Anziani - 1995–1998: Paul Orsatti - 1998–1999: Jean-Michel Cavalli - 1999–2000: Patrice Buisset | - 2000: Jean-Michel Cavalli - 2000–01: Hubert Velud - 2001–03: Jean-Luc Luciani - 2003–2004: Jean-Luc Luciani - 2004: Albert Vanucci - 2004–2005: Baptiste Gentili - 2005–2010: Patrick Leonetti - 2010–2012: Dominique Veilex | - 2012–2013: Jean-Michel Cavalli - 2013–2016: Thierry Laurey - 2016–2017: Jean-Luc Vannuchi - 2017–2018: Albert Cartier - 2018–2019: Hervé Della Maggiore - 2019–2020: François Ciccolini - 2020–2022: David Ducourtioux - 2022–2023 : Stéphane Paganelli |